# Văcărești
Văcărești è un comune della Romania di 5 106 abitanti, ubicato nel distretto di Dâmbovița, nella regione storica della Muntenia.
Il comune è formato dall'unione di 3 villaggi: Bungetu, Brăteștii de Jos, Văcărești.